# Sekstylia
Sekstylia, łac. Sextilia (zm. 69) – rzymska arystokratka, matka cesarza Aulusa Witeliusza. 
Wedle przekazu Swetoniusza należała do wybitnej rodziny, jakkolwiek brak dokładnych informacji na temat jej pochodzenia. Prawdopodobnie należy ją wiązać z senatorskim rodem Sekstyliuszy (Sextili), wygasłym w pierwszych latach rządów Augusta. Jego ostatnim uchwytnym w źródłach przedstawicielem był M. Sextilius, triumvir monetalis w 25 roku p.n.e.. Możliwe, że Sekstylia była właśnie jego córką. 
Poślubiła Lucjusza Witeliusza, z małżeństwa z nim doczekała się dwóch synów: Aulusa i Lucjusza. W stolicy cesarstwa wyróżniała się surową obyczajowością. Swetoniusz pisał o niej w sposób pochwalny. 
Wedle przekazu Tacyta, na początku buntu swojego starszego syna, Sekstylia z niechęcią przyjęła przybranie przez niego tytułu Germanicus. W odpowiedzi na jego list, miała mu napisać, że urodziła Witeliusza, a nie Germanika. Być może w ten sposób pragnęła ostudzić jego nadmierną pewność siebie lub też wyrażała swoje przekonanie, że przydomek ten miał znaczenie tylko w obrębie osób z dynastii julijsko-klaudyjskiej, więc jej syn nie powinien go sobie uzurpować. Możliwe, że odpowiedź Sekstylii była grą słów opartą na podobieństwie między nazwiskiem Witeliuszy a oskijskim słowem vítel(l)iú, która miała podkreślić jego italijskie pochodzenie i zasugerować, że w oczach matki Germanicus nie oznacza tytułu nadanego zwycięzcy nad Germanami, lecz kogoś kto został Germaninem, wskutek długiego dowodzenia legionami nad Renem – a tym samym danie do zrozumienia, że stał się narzędziem lokalnych sił, które obwołały go cesarzem. Być może takie przypomnienie pochodzenia miało zwrócić uwagę Witeliusza na prawdziwe obowiązki względem państwa i wyrażało także obawę o zagrożenie, jakie stanowiły jego oddziały (wśród których byli Germanie) dla samego Rzymu.
Ostatecznie Witeliusz, po pokonaniu Otona i wkroczeniu do stolicy, zaaranżował bardzo emocjonalne spotkanie z matką na schodach Kapitolu. Ponadto obdarzył ją tytułem Augusty, brak natomiast informacji, by nadał go swojej żonie, Galerii Fundanie. Sekstylia zmarła niedługo później, w 69 roku, jeszcze przed obaleniem i śmiercią syna. Według Swetoniusza, który przedstawiał Witeliusza jako nowego Nerona, została otruta lub zagłodzona na rozkaz cesarza. 